# ディケイター・ストリート
ディケイター・ストリート (Decatur Street) は、アメリカ合衆国ルイジアナ州ニューオーリンズのフレンチ・クオーターを走る通りの名称である。名前は、19世紀の米海軍士官スティーブン・ディケイターに因んでいる。ミシシッピ川に沿って延びるこの通りは、かつては「堤防通り (Levee Street)」と呼ばれていたこともある。

## 概要

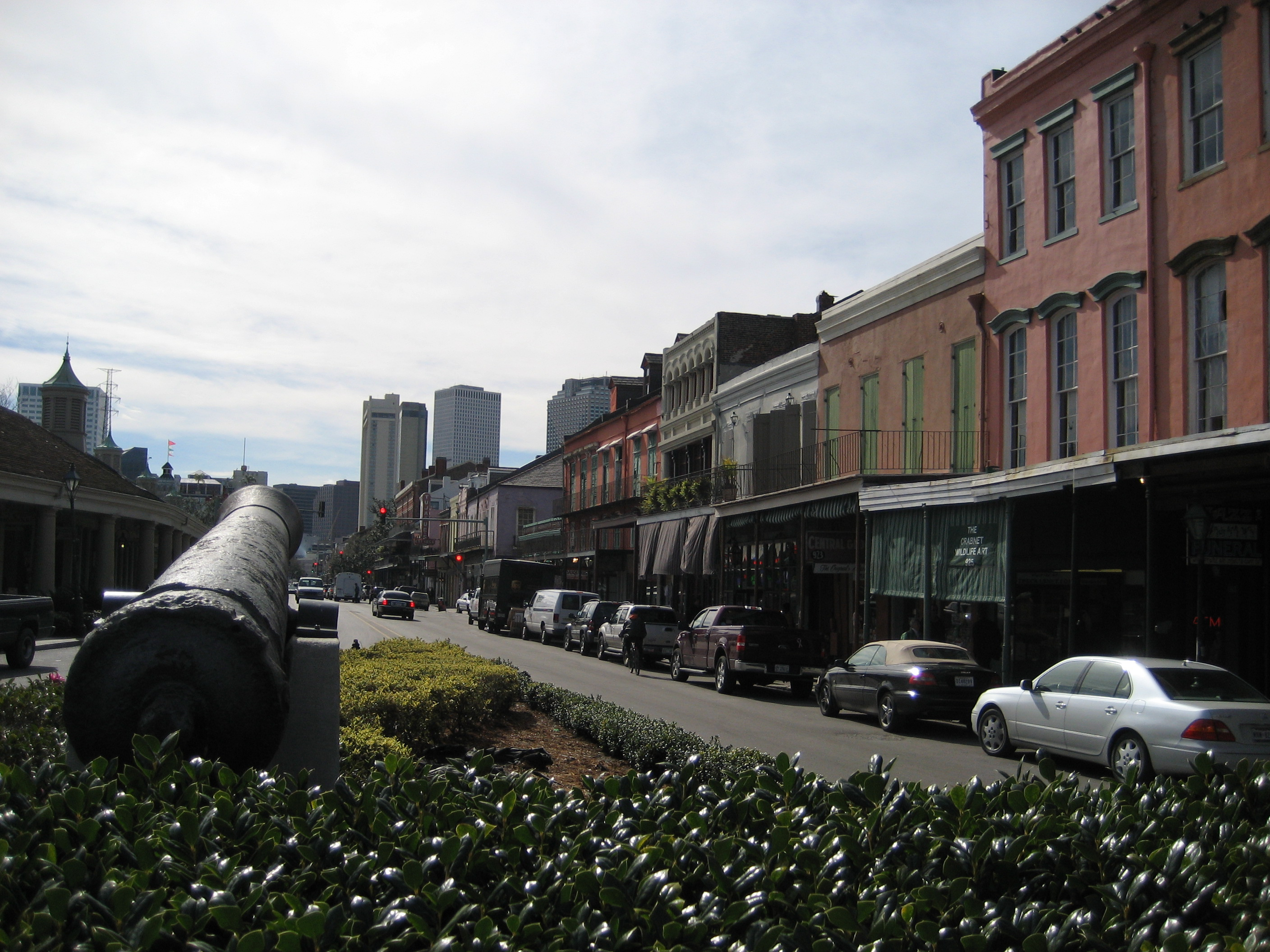
ジャンヌ・ダルク記念碑からみたディケイター・ストリート

通りの出発点は、カナル・ストリートである。(カナルを超えた側では、通りはマガジン・ストリートとして続いている。) カナル・ストリートからフレンチ・クオーター内をミシシッピー川に並行する形で走っており、フォーバーグ・マリニー地域のセントファーディナンド・ストリートに接したところで終了している。フレンチ・クオーター内では、コンティ・ストリートとの接点付近で、ピーターズ・ストリートと融合しており、その先数ブロックにおいては、ディケイター、ピーターズの2つの名前が交互に使われている。そして、ロウワー・フレンチ・クオーター(ミシシッピ川の下流側)のセントフィリップ・ストリートの手前で、再びピーターズ・ストリートと分離している。
ディケイター・ストリート沿いの最も著名な場所は、フレンチ・クオーター内のジャクソン・スクウェアとそのそばのカフェデュモンドである。
かつて、ディケイター・ストリートのカナル・ストリート側 (アッパー) の地域は、ニューオーリンズ港に寄港する船乗りたちを相手にした店舗が軒を連ねていた。20世紀後半になると再開発が進み、ライブハウスとして著名な「ハウス・オブ・ブルース」のニューオーリンズ店などが作られた。
20世紀後半には、通りの下流側 (ロウワー) の地域は、地元のパンク系のサブカルチャーの中心地となった。エスプラネード・アベニューを越えたフォーバーグ・マリニー地域のフレンチマン・ストリートに近い沿道には、様々なバーやライブハウスが点在する。中でもパーム・コート・カフェは、著名なトラディショナル・ジャズを聴かせる店として著名であったが、2024年6月2日をもって、35年の歴史に幕を下ろした。